# Ada Sereni
Ada Sereni, nata Ascarelli (Roma, 20 giugno 1905 – Gerusalemme, 24 novembre 1997), è stata un'esponente italiana del movimento sionista e dell'antifascismo.

## Biografia
Ada Ascarelli nacque a Roma nel 1905 da una famiglia benestante di commercianti di antica origine sefardita, annoverando tra le antenate Debora Ascarelli. Sua madre era Emma Tagliacozzo, suo nonno paterno era Tranquillo Ascarelli, già presidente dell'università israelitica, e suo padre Ettore morì quando era ancora adolescente. 
Al ginnasio-liceo Mamiani di Roma conobbe il sionista e socialista Enzo Sereni; la coppia si sarebbe sposata all'età di vent'anni. Nonostante si prospettasse loro un futuro nella borghesia romana, Ascarelli lasciò gli studi in Lettere e nel 1926 la coppia comunicò alle proprie famiglie che, alla luce dei loro ideali sionisti (in particolare del marito), avrebbero lasciato l'Italia fascista per la Palestina.
Nel 1927, due anni dopo il matrimonio, con la figlia Hana, emigrarono, nell'incomprensione delle famiglie, e furono tra i primi italiani a compiere la «salita» (alyah) per la realizzazione dell'utopia della Erez Israel. Nel 1928 contribuirono a fondare uno dei maggiori kibbutz di Israele, Givat Brenner, a sud di Tel Aviv dove in seguito sarebbero nati i figli Hagar e Daniel. 
Contro il parere della moglie, nel 1944 il marito attivista si arruolò nelle brigate ebraiche delle forze inglesi che soccorrevano gli ebrei perseguitati dal regime fascista. Nel 1945 Ada Sereni ritornò in Italia per cercare il marito disperso, scoprendo che dopo essere stato fatto prigioniero a Maggiano (Lucca) e una serie successiva di traversie, aveva trovato la morte per fucilazione nel campo di concentramento di Dachau.

Rimasta nel Paese natale, rientrò nell'Aliàh Bet, o Aliyah Bet ("immigrazione numero due" o "ascesa B"), il movimento di emigrazione di sopravvissuti dell'Olocausto verso la Terra d'Israele, che partiva soprattutto dall'Italia. Infatti il Regno Unito governava la Palestina su mandato della Società delle Nazioni e in base a normative vigenti sequestrava le navi di immigrati clandestini, tra cui la Enzo Sereni nel gennaio 1946. Nel 1947, forte della sua esperienza e della sua conoscenza delle lingue, Sereni divenne la responsabile del settore italiano dell'Agenzia ebraica e agente del Mossad, collaborando con il referente locale dei servizi segreti israeliani, organizzando 33 (o 38) spedizioni che portarono dall'Italia a Israele intorno ai 25 000 ebrei tra il 1945 e il 1948, con la parziale complicità dello Stato italiano. 
Sereni portò avanti il suo impegno sia sulle navi stesse, negli sbarchi, sia nel pressing politico e istituzionale. Si occupava di trovare e acquistare scafi adatti, del rifornimento dei beni di prima necessità, dell'organizzazione solitamente notturna delle traversate e dell'intercessione con le autorità locali per evitare denunce, finendo anche in prigione. Inoltre è riportato che nel 1948 ebbe un incontro privato con Alcide De Gasperi, presidente del consiglio italiano, da cui ottenne che l'Italia chiudesse «un occhio» sulle attività della sua organizzazione.

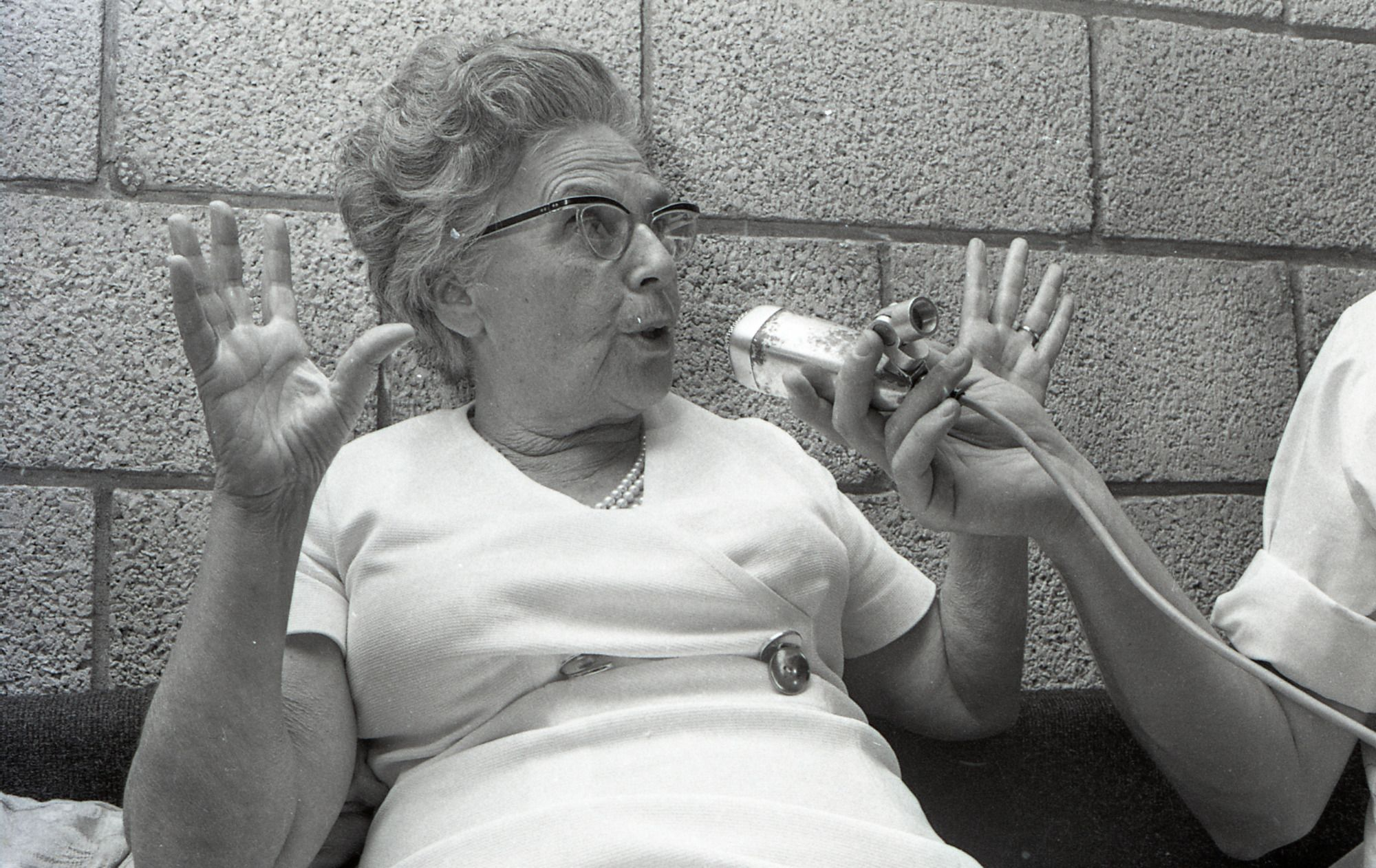
Ascarelli Sereni intervistata nel 1969

Avrebbe raccontato la sua esperienza nel libro-testimonianza del 1973 I clandestini del mare. Nel 1995, a Gerusalemme, nel giorno della festa per l'indipendenza di Israele, le fu conferito il Premio Israele per il suo «contributo particolare alla società e allo stato ebraico».
Ada Sereni morì nella capitale spirituale di Israele alla fine del 1997.